# جیویلا
جیویلا (به ایتالیایی: Gioiella) یک منطقهٔ مسکونی در ایتالیا است که در کاستیلیونه دل لاگو واقع شده‌است. جیویلا ۲۲۱ نفر جمعیت دارد و ۳۶۶ متر بالاتر از سطح دریا واقع شده‌است.